# رابینزویل (حوزه سرشماری)، نیوجرسی
رابینزویل (به انگلیسی: Robbinsville) یک منطقهٔ مسکونی در ایالات متحده آمریکا است که در راببینسویل، نیوجرسی واقع شده‌است. رابینزویل ۱٫۹۶۶ کیلومتر مربع مساحت و ۳٬۰۴۱ نفر جمعیت دارد و ۳۳ متر بالاتر از سطح دریا واقع شده‌است.